# Омолаживатель
«Омолаживатель» (англ. The Rejuvenator; авторское название Rejuvenatrix) — американский кинофильм 1988 года.

## Сюжет
Стареющая актриса, ностальгирующая по былой славе, спонсирует изыскания некоего учёного, бьющегося над секретом омоложения. В итоге сыворотка найдена, но будучи применённой к актрисе, после окончания своего действия даёт ужасный эффект: она превращается в ужасного монстра. Дабы поддерживать цветущий вид, ей необходимо регулярно делать инъекции препарата, либо пожирать человеческие мозги.

## В ролях
| Актёр           | Роль                 |
| --------------- | -------------------- |
| Вивиан Ланко    | Элизабет Уоррен      |
| Джон Маккей     | доктор Грегори Эштон |
| Джеймс Хог      | Вильгельм            |
| Джессика Даблин | Рут Уоррен           |